# 매스 록
매스 록(영어: math rock)은 1980년 후반에 발생한 리듬적으로 복잡하고, 주로 기타를 기반으로 하는 실험 음악의 한 종류이다. 프로그래시브 록 밴드인 킹 크림슨이나 스티브 라이히 등  20세기 미니멀리즘 음악가들의 영향을 받았다. 매스 록의 특징은 비정형적인 중단과 시작을 포함한 복잡하고 이례적인 리듬 구조, 대위법, 비정형 박자(7/8, 11/8 등), 모난 멜로디, 확장되고 불협음인 화음 등이다.

## 같이 보기
- 노이즈 록
- 포스트 하드코어
- 프로그레시브 메탈